# Chypre au Concours Eurovision de la chanson 2021
Chypre est l'un des trente-neuf pays participants du Concours Eurovision de la chanson 2021, qui se déroule à Rotterdam aux Pays-Bas. Le pays est représenté par Élena Tsagkrinoú (stylisé en Elena Tsagrinou) et sa chanson El Diablo, sélectionnées en interne par le diffuseur chypriote RIK.

## Sélection
Le diffuseur chypriote RIK confirme la participation chypriote le 30 mai 2020.
En annonçant sa participation, le diffuseur publie un communiqué indiquant que Sandro Nicolas, qui avait été choisi pour 2020, a décidé de ne pas représenter le pays en 2021. Le 24 novembre 2020, le diffuseur RIK annonce qu'Élena Tsagkrinoú représentera Chypre avec sa chanson El Diablo à l'Eurovision 2021. La chanson est officiellement présentée le 24 février 2021.

## Controverse
La chanson chypriote a, dès sa sortie, suscité une large controverse au sein du pays. De nombreuses personnes ainsi que des membres de l'église orthodoxe ont appelé à son retrait, qualifiant notamment la chanson de « satanique »,. Une pétition est lancée le 26 février 2021. Plus tard, une manifestation aux portes des locaux du diffuseur RIK, appelant au retrait de la chanson, a eu lieu. La polémique a causé l'arrestation d'une personne, un homme s'étant introduit dans les locaux du diffuseur.

## À l'Eurovision
Chypre participe à la première demi-finale du 18 mai 2021. Elle s'y classe 6e avec 170 points, se qualifiant donc pour la finale. Lors de celle-ci, elle termine à la 16e place avec 94 points.